# Orfelia miriamae
Orfelia miriamae is een muggensoort uit de familie van de paddenstoelmuggen (Mycetophilidae). De wetenschappelijke naam van de soort is voor het eerst geldig gepubliceerd in 1941 door Frank Robert Shaw.